# Кривая спроса

Пример сдвига кривой спроса

Крива́я спро́са — это график, иллюстрирующий связь между ценой определенного товара или услуги и количеством товара, которое может и хочет купить потребитель по данной цене. Является графическим представлением спроса.

## Определение
Согласно К. Р. Макконнеллу и С. Л. Брю кривая спроса — кривая, показывающая, какое количество экономического блага готовы приобрести покупатели по разным ценам в данный момент времени. Функция спроса — функция, определяющая спрос в зависимости от влияющих на него различных факторов.

## Индивидуальный и рыночный спрос
Кривая спроса суммарно для всех потребителей является результирующей кривых спроса для каждого потребителя в отдельности. Сама кривая спроса может иметь форму кривой, но иногда и прямой линии. 
Кривая рыночного спроса - это сумма кривых индивидуального спроса, которые складываются путём горизонтального совмещения кривых индивидуального спроса всех потребителей на рынке.

## Детерминанты спроса
Кривая спроса может смещаться вправо и вверх, если неценовые факторы ведут к увеличению спроса, или влево и вниз, если неценовые факторы ведут к сокращению спроса. 
Неценовые факторы спроса являются:
1. Потребительские предпочтения, их вкусы;
2. Изменение числа покупателей;
3. Денежные доходы населения;
4. Цены на взаимозаменяемые и взаимодополняющие товары;
5. Потребительские ожидания.

## Применение кривой спроса
Кривые спроса используются для оценки поведения агентов конкурентных рынков и очень часто рассматриваются комплексно с кривыми предложения для оценки сбалансированной или равновесной цены (цены по которой все продавцы готовы продать и все покупатели готовы купить, также известной, как термин цена рыночного клиринга) и равновесного количества (объёма товаров или услуг, которые будут произведены и проданы без избыточного увеличения предложения или избыточного сокращения спроса) на рынке. На монополистическом рынке, кривая спроса представлена только кривой спроса на продукцию монополиста и не требует создания результирующей функции. 